# جسم لویی

تصویری از اجسام لویی موجود در یک فرد مبتلا به پارکینسون پانل‌های بالایی بزرگنمایی ۶۰× اجزای درون عصبی آلفا سینوکلئین را نشان می‌دهند که برای تشکیل اجسام لویی جمع شده‌اند. پانل‌های پایینی تصاویری با بزرگنمایی ۲۰× هستند که نوریت‌های لویی رشته مانند و اجسام لویی گرد با اندازه‌های مختلف را نشان می‌دهند.

اجسام لویی یا اجسام لِوی(به انگلیسی: Lewy bodies) توده‌هایی هستند که از تجمع غیرطبیعی پروتئین در داخل سلول‌های عصبی تحت تأثیر بیماری پارکینسون (PD)، دمانس‌های اجسام لویی (دمانس بیماری پارکینسون و زوال عقل با اجسام لویی) و برخی دیگر از اختلالات، رشد می‌کنند. آنها همچنین در موارد متعدد آتروفی سیستم چندگانه، به ویژه نوع پارکینسونی (MSA-P) دیده می‌شوند. اجسام لویی به عنوان توده‌های کروی در سیتوپلاسم ظاهر می‌شوند که سایر اجزای سلولی را جایگزین می‌کنند. اجسام لویی ممکن است در میان مغز (در داخل توده سیاه) یا درون قشر مغز یافت شود. از لحاظ ریخت‌شناسی دو نوع کلاسیک (ساقه مغز) و کورتیکال جسم بادی وجود دارد. جسم لویی کلاسیک به‌طور معمول ماده‌ای سیتوپلاسمی و ائوزینی بوده و از یک هسته متراکم و فیبریل های تابشی ۱۰ نانومتری که هسته را احاطه کردند (جزءِ ساختار اولیه آلفا سینوکلئین) تشکیل شده‌است. اجسام لویی کورتیکال نیز از فیبریل‌های آلفا سینوکلئین تشکیل شده‌اند، اما کمتر شایع و شناخته شده هستند.
در هیستوپاتولوژی، اجسام لویی کورتیکال یک ویژگی متمایز کننده برای زوال عقل با اجسام لویی به حساب می‌آیند.

## نوریت لویی

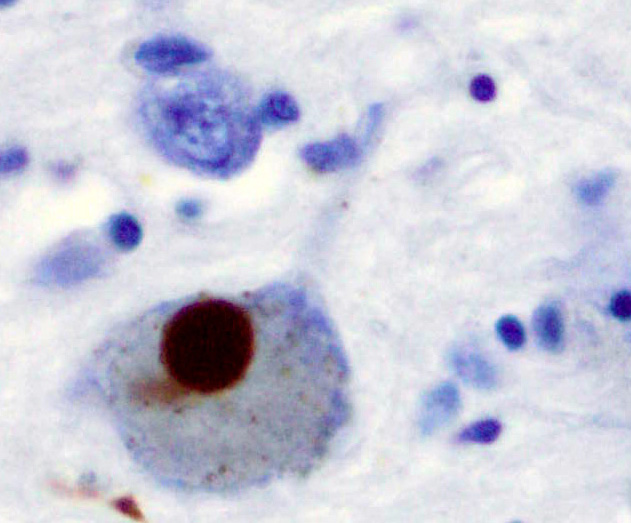
اجسام لویی یا اجسام لِوی

نوریت لویی به نوریت‌های غیرطبیعی در نورون‌های بیمار گفته می‌شود که همانند محتویات موجود در اجسام لویی، حاوی مواد دانه‌ای و رشته‌های غیرطبیعی آلفا سینکلئین هستند. نوریت‌های لویی یکی از دلایل سینوکلئینوپاتی‌هایی مانند زوال عقل با اجسام لویی، بیماری پارکینسون و آنتروفی سیستم چندگانه هستند. نوریت‌ها همچنین در ناحیه CA2-3 هیپوکامپ در بیماری آلزایمر نیز یافت می‌شوند.